# 上柳昌彦 ごごばん!
『上柳昌彦 ごごばん!』（うえやなぎまさひこ ごごばん!）は、ニッポン放送で2010年6月28日から2015年3月27日まで放送していたラジオ番組である。現行の番組タイトルは『上柳昌彦・山瀬まみ ごごばん!フライデースペシャル』。パーソナリティは上柳昌彦と山瀬まみ。放送時間は毎週金曜日の13:00-16:00。ニッポン放送第3スタジオから生放送している。

## 概要
長きに亘って放送されてきた、『のってけラジオシリーズ』（13:00 - 15:30。→「のってけ」タイトルを引き継ぎ、日曜へ移動）と『高嶋ひでたけの特ダネラジオ 夕焼けホットライン』（15:30 - 17:40。メインの高嶋は朝ワイドへ）の2枠を統合させて始まった。平日帯で、4時間40分の放送を行うのは初となる。
番組パーソナリティの上柳は『テリーとうえちゃんのってけラジオ』で4年半、昼の番組を担当していた。「テリうえ」時代以来、7年9カ月ぶりに、昼枠にカムバックしたことになる。
金曜担当パーソナリティの山瀬は『涙の電話リクエスト』で、一部期間を除き、6年。『うえちゃん・山瀬のサプライズ!フライデースペシャル』で1年。合わせて、7年間、上柳とツインパーソナリティで番組をしていた。今回の改編で、3年4カ月ぶりに、上柳と再びツインパーソナリティとなる。
当番組が上柳にとって年内最後に担当する生放送番組にあたる場合、『うえやなぎまさひこのサプライズ!』→『上柳昌彦のお早うGoodDay!』から続く恒例企画「舟唄を聴く会」を行う。

過去には基本的に大晦日にも放送されることもあって大晦日に行っていたが、2010年は、31日が特番編成のため、12月30日に放送した。
2012年は年末特別番組「年忘れ ラジオ紅白歌合戦」（8:00 - 13:23。垣花正・新保友映とともに生放送）内で放送した。
2013年は「ごごばん!」の年内最終日である27日のエンディングで放送した。
2014年は年末大型特別番組「ごめんね、そしてありがとう　音楽にのせて送る2014年のメッセージ・後半」（17:30 - 20:50。東島衣里とともに生放送）内で放送した。
また、『お早うGoodDay!』からの恒例企画として、3月の最終放送日に「制服を聴く会」を開催。
いずれも、八代亜紀の「舟唄」と、吉田拓郎の「制服」をフルコーラスかけるものである。
- 2010年11月15日に、100回を迎えた（11月19日の放送で、上柳が「今日が104回目」と発言したことから）。
- 2011年3月6日に、200回を迎えた（3月4日の放送で、上柳が「今日が198回目」と発言したことから）。
- 2011年8月25日に、300回を迎えた（8月15日の放送で、上柳が「今日が292回目」と発言したことから）。

### 【第1期】2部構成　ワイド番組時代
「2010年夏の新番組情報」によれば、『4時間40分たっぷり聴ける! 新しいラジオの形がここにある』がキーワードになっていた。

また、1時間毎に簡単に区切りがあり、【午後1時･･･上柳が語ります。ちょっと知ったかぶりもします／午後2時･･･パートナーとワイワイ楽しくお話しします。／午後3時･･･音楽が聴けます。／午後4時･･･コメンテーターがニュースを斬ります!／午後5時･･･上柳がまとめ(?)ます】との表記もあり、それに合わせたコーナーも存在していた。
番組開始当初は、これまでのように、時間が区切られているわけではないため、『のってけ』の後枠に当たる時間帯はPart1「バラエティワイド番組」とし、「特ダネラジオ」に当たる枠はPart2「ニュース情報番組」の2部構成としていた。
この時期には、月曜日の「ラジオの有る風景」のコーナーおよび水曜日の平野友康出演日に限り、Ustreamでも配信されていた。ただし時間帯によっては映像のみで音声がOFFになった。
第2期まで、祝日は特別番組が組まれやすい都合上、15:30ないしは16:00からの旧『特ダネラジオ』の後枠に当たる枠で放送。『特ダネラジオ』の後枠で放送するため、15:30開始時のみ、『特ダネラジオ』で放送されていた「プレミアムトーク」も合わせて放送される。16:00開始の場合は前半のコーナーを全面的に休止する。

### 【第2期】3か月で、放送内容変更
2010年10月12日から、番組内容が変更となり、6月28日のスタートから出演してきたコメンテーターやトークセッションの出演者が軒並み降板。日替わりパートナーを設けている。
同時に、公式サイトもリニューアルされた。これまで、緑の縁取り・白文字で「上柳昌彦 ごごばん!」と書いてあったが、それが、全体的にピンクを基調としたものとなり、「GOGOBAN　Smile from Yurakucho」と書かれている。
また、これまでは、2部制を敷いていたが、パートナーが最後まで出演する関係上、2部制は事実上、廃止されている。そのため、16時台の報道番組体制は廃止となり、番組は全編、バラエティ番組になった（16時台の「おばさん'S EYE」のみ、ワイドショーに近い形態）。
そのため、タイムテーブル上は『上柳昌彦 ごごばん!』ではあるが、実際は『上柳昌彦・（日替わりパートナー名） ごごばん!』となっている。ただし、番組中は「ニッポン放送 ごごばん!」と呼んでいる。なお、金曜日は引き続き『上柳昌彦・山瀬まみ ごごばん!フライデースペシャル』（山瀬の出演時間が番組終了時刻までに拡大）である。
オープニングコールの手前ではこれまで、彼の番組伝統の「○月○日○曜日 第×××回目の放送です」という放送回数の読み上げがあったが、廃止された。
しかし、大幅なリニューアルは結果的に失敗し、リニューアル後最初の2010年10月期の聴取率調査週間は、『大竹まこと ゴールデンラジオ!』（文化放送）が1位、『小島慶子 キラ☆キラ』（TBSラジオ）が2位となり、敗れている。
その後も聴取率の悪化は進み、安定していたはずの16時以降も同時間帯1位の『「荒川強啓 デイ・キャッチ!」』（TBSラジオ）と2位の『夕やけ寺ちゃん 活動中』（文化放送）に大差をつけられているため、2011年8月からは聴取率週間だけ番組を短縮し、16時から別番組を放送している。
2011年3月11日の放送中（14時46分）に平成23年東北地方太平洋沖地震（東日本大震災）が発生。地震発生時にはスタジオ（ニッポン放送本社がある東京・千代田区では震度5強を観測）が激しく揺れ山瀬が恐怖に怯える中、上柳が懸命に聴取者へ安全の確保を呼びかけながら地震の第一報を伝えた。その後、15時台以降と14日は『ラジオ災害情報交差点』を初発動するなどコーナーをほぼ全面休止、また15日以降から徐々にコーナーを再開している（「ごごばん!SCOPE おばさん'S EYE」は「ごごばん!SCOPE」に改題）が、15時台「3時のオトナのおやつ」は当面休止される（そのまま、コーナー終了）。なお、15時台の「ほっともっときっとタイム」と16時台の中継コーナー「街角ステーション」は4月4日から再開した。また、「オトナのおやつ」の水曜コーナー「ヰタ・セクスアリス」は単独化、また「即興生歌」は「これ歌って!」に変わった。
2011年3月28日は、宮城のTBC東北放送ラジオ第3スタジオとの二元生放送を実施した（宮城に上柳、有楽町は月曜パートナーの島崎と増山。14時台後半から15時台前半に名久井麻利アナウンサー、16時台には藤沢智子アナウンス室長が出演した）。なお、上柳は前日から取材のため宮城を訪れていた。
2011年12月23日は不規則編成となる。13:00 - 14:30は「快適生活ラジオショッピング 歳末トクバンッ」となるためで、14:30 - 16:00は「上柳昌彦・山瀬まみ ごごばん!ホリデースペシャル」としてクリスマスソング特集を中心に放送、16:00 - 17:40が通常の「上柳昌彦・山瀬まみ ごごばん!フライデースペシャル」となる。

### 【第3期】さらなる内容変更、放送時間短縮へ
2012年1月4日の改編で月曜〜木曜に関しては再び前後半を切り離す編成に戻すこととなり、曜日パートナーも山瀬を除いて降板、さらに第2期のコーナーのほとんどを終了させ大幅リニューアルとなる。
2012年1月9日から、16:00 - 17:40の枠で『ザ・ボイス そこまで言うか!』を放送。アンカーマンは飯田浩司アナウンサー、日替わりのスペシャルコメンテーターを迎える。なお、金曜は従来通り『ごごばん! フライデースペシャル』を継続。なお、スペシャルウィークは金曜日も16時までに短縮される。
放送時間が短縮されたことで、祝日に「ニッポン放送ホリデースペシャル」が編成される場合、11:30 - 16:00の枠で編成されることが増えたため、その場合番組は全面休止に、また金曜日は16:00からの放送に変わる。
2012年4月より、「ショウアップナイター」が17:30スタートになるため、フライデースペシャルは10分短縮された。

また、金曜日も2012年10月より新番組『テリー伊藤のフライデースクープ そこまで言うか!』（初代アシスタント：箱崎みどり）が16:00 - 17:30の枠に入るため短縮される。
2012年10月4日は大阪との二元生放送。上柳が宇崎竜童とのつながりで、関西で活躍するフリーアナウンサー角淳一が大阪・四条畷市に設置したプライベートスタジオ「Very Famous Studio」へ向かったためで、このスタジオにマイク3本を立て生放送、増山が有楽町のスタジオから進行した。
2013年1月28日、再びリニューアル。月曜 - 木曜は13時台に常連ゲストを投入（ちなみに初回は杉村大蔵）。そのゲストにまつわるコーナーを開始した。ただし木曜は「浅イイ話」の継続のため、荘口彰久の出演時間を拡大した。
2013年9月23日、ホリデースペシャル扱いの特別番組「上柳昌彦 ごごばん!スペシャル　ホリデーミュージックボックス」を通常より長い12:30-16:00の3時間半、上柳1人で担当。
2013年9月30日、13・15時台をリニューアル。13時台に出演していた常連ゲスト枠が廃止された（ただしトークセッション枠又は15時台の日替わりコーナー枠でゲストとして不定期出演することはある）。
2013年11月28日 - 2014年1月12日、『ストップ! 居眠り ストップ! 飲酒運転キャンペーン』のイメージキャラクターを上柳・増山が務めることに（文化放送側は『福井謙二 グッモニ』の福井謙二と水谷加奈で、キャンペーンに合わせて福井がゲスト出演している）。
2013年12月23日、ホリデースペシャル扱いの特別番組「上柳昌彦 ホリデーミュージックボックス」を13:00-14:30の90分、上柳1人で担当。
2014年1月3日、新春特別番組扱いで「上柳昌彦 ごごばん 2014新春スペシャル」と題して11:30-17:30の6時間の生特番を放送。上柳と五戸が東京の街をつぶさにレポートし、増山がスタジオから生放送する。
2014年3月11日、東日本大震災から丸3年となるこの日、特別番組扱いで「上柳昌彦 ごごばん! スペシャル　東日本大震災から3年 東北の今、そしてこれから」と題して11:30-16:00の4時間半の生特番を放送。上柳をメインとし、報道部や各パーソナリティによる東北地方のレポートを届けつつ、午後2時46分を中心に行われる『東日本大震災三周年追悼式』（於：国立劇場）の模様を生中継する。
2014年3月21日、「ニッポン放送ホリデースペシャル　東京ドイツ村からDO IT!」（荘口彰久、田中美和子／東京ドイツ村から公開生放送）のため休止。

### 【第4期】帯番組としての体裁終了、そして番組自体が終了へ
2014年春季番組改編により、月～木曜日の放送を終了することになった（リスナーに向けては2014年3月3日に告知。後継番組は「大谷ノブ彦 キキマス!」（大谷ノブ彦、脊山麻理子））。金曜日の「フライデースペシャル」に関しては、引き続き放送されることになった（同日の放送で上柳は継続すると告知）。

同時に、「緑の縁取り・白文字で「上柳昌彦 ごごばん!」と書いてあるロゴ」を復活させている。
2015年3月6日放送のエンディングで同年3月27日の放送をもって終了することを発表した。
後継番組として、上柳を続投させ、新たなパートナーに望月理恵を加えた新ワイド番組『金曜ブラボー。』になった。

なお、山瀬は当番組終了から1年ほどラジオのレギュラーがなく、2016年4月15日からはTBSラジオ「有馬隼人とらじおと山瀬まみと」に出演することになったため、「あとちゃん・山瀬の歌のギャップ10」以来足かけ18年半続いたニッポン放送でのレギュラー番組が途絶えることになった。

## 出演陣
2014年4月現在

### パーソナリティ
※パーソナリティの名前が入っているため、ピンチヒッター出演の際は、ピンチヒッターの名前に変わる
- 上柳昌彦（当時ニッポン放送アナウンサー）

2013年1月28日はインフルエンザ感染が確認されたため欠席。吉田尚記（ニッポン放送アナウンサー）がパーソナリティを代行。 『吉田尚記 ごごばん!』として放送。この日にプチリニューアルが行われ「こんな日に出ていいの？まさかドッキリじゃないかという気持ちがぬぐえない」と発言している。
2014年8月15日は夏季休暇のため、荘口が冒頭から出演。『山瀬まみ・荘口彰久 ごごばん!フライデースペシャル』として放送。
- 山瀬まみ（タレント）

2010年10月8日までは金曜のPart1のみに出演していた。
2010年7月23日と8月13日は荘口彰久がピンチヒッターを務めた。
2010年10月22日の放送は以前から決まっていた仕事の関係で、16時までの出演となり、16時以降は前日に続きたかのがパートナーを担当した。
2011年8月12日の放送は夏季休暇のため、たかのが出演。『上柳昌彦・たかのてるこ ごごばん!フライデースペシャル』として放送。
2011年までは 〝Friday Special Partner〟 の立場で出演していたが、2012年以降もパーソナリティーとして引き続き出演。
2012年2月24日の放送はインフルエンザ感染が確認されたため欠席。
2012年8月10日の放送は夏季休暇のため、増山が出演。
2013年1月4日の放送は年末年始休暇のため、五戸が冒頭からスタジオ出演。『上柳昌彦・五戸美樹 ごごばん!フライデースペシャル』として放送。上柳と五戸の役割は月-木とほぼ同じに。
2013年8月9日の放送は夏季休暇のため、増山が出演。『上柳昌彦・増山さやか ごごばん!フライデースペシャル』として放送。
2014年1月3日は年末年始休暇。上柳と五戸が外からの中継、増山がスタジオ待機となり、11時半から17時半までの6時間スペシャル放送となった。
2014年8月8日の放送は夏季休暇のため、荘口が冒頭から出演。『上柳昌彦・荘口彰久 ごごばん!フライデースペシャル』として放送。

### アシスタント
- 五戸美樹（当時ニッポン放送アナウンサー、）

2010年10月8日までは金曜Part2全編に出演していた。
上柳・増山の休暇に伴い、2012年7月23日 - 25日は増山の代役、26日はスタジオ待機、27日は通常どおりの出演。
2013年3月8日はリフレッシュ休暇取得のため欠席。担当の天気予報やプレミアムトークは上柳が代行。
2014年1月14日も休暇。天気予報は上柳、プレミアムトークは冨山雄一ディレクターが代行。
2014年11月21日も休暇。天気予報・フライデートピックスは上柳が代行。

### ニュースキャスター
- 井土厚（ニッポン放送報道部記者、すべての時間帯の「ニッポン放送ニュース」を担当。）
  - 祝日や井土不在時の場合は岡宏記者、森田耕次報道部解説委員が出演することが多い。

### 内包番組パーソナリティ
14時台「ワタシの、センタク。」担当（2014年11月7日 - 開始）
- 南こうせつ（歌手）

15時台「本仮屋ユイカ 笑顔のココロエ」担当
- 本仮屋ユイカ（女優）

### コメンテーター
13時台「ごごばん!世界を訪ねて」
- 荘口彰久（フリーアナウンサー、元ニッポン放送アナウンサー）

## 過去の出演
- 増山さやか（ニッポン放送アナウンサー、月曜日 - 木曜日アシスタント）番組開始時 - 2014年3月27日

2011年1月17日・18日は増山が風邪のため欠席し、五戸が14時台まで代役を務めた（15時以降は代役無し）。
2011年8月1日 - 4日は増山が夏季休暇。増山が行う交通情報の呼びかけなどは上柳が代行。提供クレジットは収録したものを流用。
2012年2月24日は山瀬がインフルエンザ感染に伴う欠席のため、代役として出演。
2012年7月23日 - 26日は増山が夏季休暇。
2012年8月10日は山瀬が夏季休暇に伴う欠席のため、代役として出演。 - 上柳曰く「増山・五戸・箱崎　ニッポン放送女性アナウンサーの50％が出演した放送」（増山はパートナー、五戸がアシスタント、箱崎はレポーター。当時は女性アナウンサーは6名）
2013年8月9日は山瀬が夏季休暇に伴う欠席のため、代役として出演。
2013年8月12日 - 15日は増山が夏季休暇。
12日は、「今日は一日富士山放送局」に関連した内容で、上柳は岳南電車岳南線に乗車しながら、また五戸も富士山登頂を行ったため、新保友映が担当、また全体的に「土曜日のうなぎ」を彷彿とさせるような内容であった。
13日以降は増山担当分も上柳が代行。ただし14日のインフォマーシャルのみ五戸が出演した。
- ピーコ（服飾評論家、月曜日「トークセッション」）2010年6月28日 - 2010年10月4日
- 高瀬毅（ジャーナリスト、月曜日「ニュースの真相」）2010年6月28日 - 2010年10月4日
- 糸井重里（コピーライター、火曜日「トークセッション」）2010年6月29日 - 2010年10月5日
- 須田慎一郎（ジャーナリスト、火曜日「ニュースの真相」）2010年6月29日 - 2010年10月5日
- 平野友康（デジタルステージ代表、水曜日隔週「トークセッション」）2010年6月30日 - 2010年9月29日
- 大槻ケンヂ（歌手、水曜日隔週「トークセッション」）2010年7月7日 - 2010年10月6日
- 岩上安身（ジャーナリスト、水曜日「ニュースの真相」）2010年6月30日 - 2010年10月6日
- デーモン閣下（歌手、木曜日「トークセッション」） 2010年7月8日 - 2010年10月7日
- 黒岩祐治（国際医療福祉大学客員教授（出演当時、現・神奈川県知事）、木曜日「ニュースの真相」）　 2010年7月1日 - 2010年10月7日
- 細野真宏（予備校経営者・経済評論家、火曜日「ごごばん!ディリースペシャル」）　2010年10月12日 - 2010年11月2日
- 髙田明（ジャパネットたかた代表取締役社長、「人生を豊かに ニッポンをもっと楽しもう計画」）2011年1月4日 - 2011年1月31日
- 吉村大祐（サンケイスポーツプロ野球担当記者、「ニッポン放送プロ野球キャンプリポート〜今日の祐ちゃん〜」）2011年2月1日 - 2011年2月25日
- たかのてるこ（エッセイスト・東映テレビ部プロデューサー、木曜日などのパートナー）2010年10月21日 - 2011年2月28日。これ以降もピンチヒッターで登場することもある
- はる（スピリチュアルアーティスト、金曜日「ディリースペシャル」）2011年1月7日 - 2011年3月25日
- 勝間和代（経済評論家・中央大学大学院客員教授、月曜日「ハートフルライフ プレミアムトーク」）2010年6月28日 - 2011年3月28日
- 田中美和子（東京ディズニーランド元アンバサダー・ラジオパーソナリティ、金曜日「ディリースペシャル『ディズニーの大人旅』」）2011年8月5日 - 10月28日
- 上田郁代（タレント、月曜日・火曜日「街角ステーション」）番組開始 - 2011年3月8日、放送時間が「ザ・ボイス そこまで言うか!」内扱いに変更により、当番組から外れる。
- 林家あずみ（タレント・三味線漫談家、水曜「街角ステーション」）2010年6月30日 - 2011年3月9日、同上。
- 山本剛士（ニッポン放送アナウンサー、ラジオリビング担当）番組開始 - 2011年12月30日
- はたえ金次郎（元ニッポン放送アナウンサー、ライフサポート 快適生活ラジオショッピング担当）番組開始 - 2011年12月30日
- 鈴木菜央（greez.jp編集長、水曜日「ハートフルライフ プレミアムトーク」）2010年6月28日 - 2012年3月28日
- 増田みのり（ニッポン放送アナウンサー、金曜日「街角ステーション担当」）2010年7月1日 - 2012年3月30日。当初は木曜も担当。※2011年9月9日は急病に伴い欠席のため、箱崎みどりが代理出演。また2012年3月2日は当日夜放送の『オールナイトニッポンGOLD〜第35回日本アカデミー賞スペシャル〜』の取材に伴い欠席のため、新保友映が代理出演。
- 桜林美佐（フリーアナウンサー、「成功へのキーワード」→「家電マーケティング研究所」担当） - 2012年3月29日
- 箱崎みどり（ニッポン放送アナウンサー、金曜日「街角ステーション」担当、上柳・増山休暇時のラジオリビング担当）2012年4月6日 - 2012年9月28日
- 小口絵理子（「快適生活ラジオショッピング」→「素敵なおでかけタイム」担当）番組開始 - 2012年9月24日
- 白川勝彦（弁護士・元自治大臣[注 2]）2011年1月 - 2012年9月25日
- 小林よしか（大阪府堺市議会議員）2012年4月4日 - 2012年9月26日
- エド・はるみ（お笑いタレント、「エド・はるみの化粧品専門店はチャーミングゥ〜!」→「エド・はるみの「わたしにプラス」〜夢を叶えるカウンセリング」担当）2010年10月4日 - 2012年3月30日・2012年5月7日 - 2012年10月5日
- 淵澤由樹（フリーアナウンサー、「素敵なおでかけタイム」担当）2012年10月1日 - 2012年12月17日
- ミッツ・マングローブ（女装家・タレント、「ミッツ・マングローブのごごばん!トーク〜私のリベンジ〜」担当）2013年1月28日 - 3月
- 沖直実（ラジオパーソナリティ、水曜14時台「沖直実のイケエンタメランキング」）2012年10月3日 - 2013年3月27日
- 房みどり（ファッションモデル、木曜13時台「ごごばん!街角スマイル」→「房みどりの街角スマイル ごごばん!Now On Air」担当）2012年10月8日 - 2013年6月6日
- ダニエラ・シガ（順天堂大学大学院協力研究員・料理研究家、水曜14時台「世界の果てまで行ってみたら、本当はこんなところだった」担当）2013年4月3日 - 9月25日
- 比嘉美佐子（ボディースタイリスト・ウォーキングアドバイザー、水曜14時台「比嘉美佐子のおやつタイムの簡単ストレッチ」）2013年10月2日 - 2014年3月26日
- 澤口俊之[注 3]（脳科学者・武蔵野学院大学教授、月曜日「ハートフルライフ プレミアムトーク」）2011年4月4日 - 2014年3月24日
- 魚柄仁之助（食生活研究家、火曜日「ハートフルライフ プレミアムトーク」）番組開始時 - 2014年3月25日
- 河合敦[注 4]（歴史研究家・文教大学付属高等学校講師[注 5]、水曜日「ハートフルライフ プレミアムトーク」）2012年4月4日 - 2014年3月26日
- 山根一眞（ノンフィクション作家・獨協大学経済学部特任教授、木曜日「ハートフルライフ プレミアムトーク」）番組開始時 - 2014年3月27日
- 森野熊八（料理人・タレント、金曜14時台「体イキイキ楽しい食卓」→「今日も元気に!わくわくキッチン」担当）2012年4月6日 - 2014年10月31日

### 月 - 水曜常連ゲスト（不定期出演）
以前はオープニングから13:50頃までの出演だが、14時台の「トークセッション」にも継続出演することがあった。前述のとおり13時台のゲスト枠廃止に伴い、14時台又は15時台に変更。
- 半田健人（俳優）
- 土屋礼央（RAG FAIRメンバー）　水曜日のコーナー担当
- 古坂大魔王（タレント）
- 武内享（ギタリスト、元チェッカーズメンバー）
- 西寺郷太（ミュージシャン・音楽プロデューサー、ノーナ・リーヴスメンバー）
- 吉川正洋（お笑い芸人、ダーリンハニーメンバー）
- 水沢アリー（タレント）ほか

### 曜日パートナー
2010年10月のリニューアルに伴い新設、2011年末で終了。基本的には番組全編に出演。
前述のとおり、山瀬以外は2011年7月25日 - 28日、それぞれ放送を休んでいる。
- 島崎和歌子（タレント、月曜日）2010年10月25日 - 2011年12月26日

2010年10月11日・2011年2月28日・2011年5月16日はたかのてるこが出演。
2010年10月18日は磯野貴理子が出演。
2011年11月28日も欠席したが、代役はなし。
- 堀ちえみ（タレント、火曜日）2010年10月12日 - 2011年12月27日

2010年11月16日は水前寺清子がスペシャルパートナーとして出演。
2011年1月25日はたかのが出演。
- 紅晴美（演歌歌手、水曜日）2010年10月13日 - 2011年12月28日
- 宮川花子（宮川大助・花子、木曜日）2010年10月28日 - 2011年12月29日

夫の宮川大助が登場することもあった
2010年10月14日は島崎和歌子が出演（10月25日より月曜パートナーとしてレギュラー出演）。
当初はたかのとの週交代だったが、2011年1月13日以降は毎週出演。

## タイムテーブル（2014年4月4日 - ）
生放送のため時刻が前後する場合あり。
- 13:00 オープニング
- 13:15 フリートーク

メール･FAXを紹介することもある。
- 13:26 ニッポン放送交通情報
- 13:28 ごごばん!ミュージックアワー
- 13:36 ハロー神奈川
- 13:38 ごごばん!世界を訪ねて…（2014年4月4日 - ）

毎月1つのテーマに沿った日本を始めとする世界各国のさまざまな情報をトリビアハンター（トリハン）の異名を持つ荘口（月1回程度、荘口に代わりコーナースポンサーである旅行代理店の社員等が出演）が紹介する。
- 13:51 ニッポン放送ニュース
- 13:54 ニッポン放送天気予報
- 13:56 ニッポン放送交通情報
- 14:00 2時頭のトーク
- 14:04 アフタヌーンブレイク ごごばん!トークタイム（2014年4月4日 - ）

3月28日まで放送していた「ごごばん!トークセッション」のリニューアル企画。ゲストのトークメニュー（「前菜」「メインディッシュ」「デザート」）に沿って話を伺う。
- 14:30 ニッポン放送交通情報
- 14:31 ニッポン放送リビング
- 14:38 ごごばん!デイリースペシャル ワタシの、センタク。（2014年11月7日 - ） ※事前録音[注 6]フロート番組（箱番組）

南こうせつが「人生における選択」をテーマにトークする。またリスナーからも「選択」に関するエピソードを募集する。
2015年1月より同番組のネット局が増加。当初、ネット局ではニッポン放送で以前放送したと思われる回を流していた（ニッポン放送のみ放送回が異なっていた）が、同年2月からは統一された。
- 14:48 【ナイターイン期】ショウアップナイター一番乗り!／【ナイターオフ期】メール・FAX紹介
- 14:52 ニッポン放送ニュース
- 14:54 ニッポン放送天気予報
- 14:56 ニッポン放送交通情報
- 15:00 3時頭のトーク

メール･FAXを紹介することもある。
- 15:06 ピースフル・ウィークエンド
- 15:21 ラジオリビングリピート
- 15:24 ごごばん!おつまみバンザイ!

最優秀レシピ投稿者にはニッポン放送特製フリースブランケットが進呈される（2014年9月5日 - ）。また最優秀レシピに10回選ばれた投稿者は“おつまみ職人”という称号が与えられ殿堂入りとなり、副賞としてコーナースポンサーであるローストビーフレストランの食事券とニッポン放送開局60周年記念グッズの詰め合わせが進呈される。
- 15:33 ニッポン放送交通情報
- 15:34 メール・FAX紹介
- 15:36 本仮屋ユイカ 笑顔のココロエ ※事前録音フロート番組
- 15:41 メール・FAX紹介
- 15:45 ごごばん!フライデートピックス（2014年4月4日 - ）

「ハートフルライフ プレミアムトーク」のリニューアル企画。五戸が話題のイベントやスポットについてリポートする。
- 15:53 ニッポン放送交通情報
- 15:54 ニッポン放送天気予報
- 15:55 エンディングトーク

後続番組「テリー伊藤のフライデースクープ そこまで言うか!」の出演者とクロストークを行う。
- 15:58.30 放送終了

### 2013年9月30日 - 2014年3月28日までの編成
生放送のため時刻が前後する場合あり。特に記述がない場合は2012年1月4日から。
- 13:00 オープニング

2013年1月28日から月 - 木曜は13時台ゲストがこの時間から出演する。ただし、木曜はコーナーの関係もあって荘口がほぼ準レギュラー扱いとなっている。
13時台の曲のセレクトは70's - 80'sを中心としている。
- 13:15 【月曜】ごごばん東京LIVE（2013年9月30日 - ）／【火 - 木曜】今日の話題／【金曜】フリートーク

月曜日は「ごごばん東京LIVE」と題して東京の最新トピックスを紹介する。
- 13:26 ニッポン放送交通情報

全時間帯警視庁ブースから。呼び掛けは月 - 木曜日は増山（不在時は上柳）が一人で、金曜日は上柳が冒頭コメントを、山瀬が呼び掛けを担当するが15:56のみ五戸が一人で担当する。
2012年からは苗字のみの呼びかけからフルネームでの呼びかけとなる
- 13:29 【月 - 木曜】ハロー神奈川／【金曜】ごごばん!ミュージックアワー

「ハロー神奈川」は横浜支局から神奈川県内のイベント情報などを伝える。
「ミュージックアワー」上柳・山瀬が週替わりで曲をセレクトする。
- 13:31 生コマーシャルなど
- 13:33（【金】13:38）【月曜】ごごばん!ミュージックタイム（2013年3月4日 - ）／【火 - 木】フリートーク／【金曜】ハロー神奈川

「ミュージックタイム」は毎週週替わりのテーマに沿った音楽を毎日3曲前後かける（短い曲を連発する場合はこの限りでない）。9月26日までは15:07頃から放送されていたが時間移動の上月曜以外は廃止。
- 13:40 メッセージ紹介
- 13:50【月 - 木曜】メッセージ紹介／【金曜】読ませてガッテン!（2012年11月2日 - ）

「読ませてガッテン!」は地元在住の人でないと読めないような難しい地名をリスナーから募集し、クイズ形式で紹介する。上柳・山瀬が一番唸った投稿リスナーにはニッポン放送オリジナルTシャツが贈られる。ただ2013年1月以降はコーナーへの募集は継続されているものの、メッセージ紹介やフリートークに差し替えられることが多くなっている。
- 13:55 ニッポン放送天気予報

金曜の13･14時台は五戸が東京都内各所から中継で伝える。
- 13:56 ニッポン放送交通情報
- 14:00 2時頭のトーク

各時間帯の冒頭はオリジナルジングルに則り、生コメントを入れる。
- 14:04 ニッポン放送ニュース

上柳らがコメントを挟みながら進行する。
- 14:09 ごごばん!トークセッション（前半）

ゲストパート。
- 14:24 ニッポン放送交通情報
- 14:26 ごごばん!トークセッション（後半）
- 14:36 ニッポン放送ラジオリビング

2012年からは月 - 木曜日は増山、金曜日は上柳が商品を紹介する。両者が不在の場合は他のアナウンサー（快適生活ラジオショッピング担当の飯田らを除く）が担当する。2010年12月まで『ハローリビング』と名乗っていた。
- 14:42 ごごばん!ディリースペシャル - コーナータイトルに「ディリースペシャル」を含んでコールされるのは水曜と金曜のみ。月・火・木曜は「ディリースペシャル」をつけない。

【月曜】ごごばん!目指せ趣味の達人（2013年10月7日 - ）
同年4月1日 - 9月30日に放送されていた「ごごばん!趣味の達人」のリニューアル企画。大人が楽しめる趣味に関する情報や雑学をクイズ形式で紹介する。
【火曜】家族でGO GO GO（2012年10月9日 - ）
リスナーから寄せられた家族にまつわるエピソードを紹介し、1曲音楽をかける。また月1回スポンサーであるハウスメーカーの担当者が出演し、リスナーから寄せられた住まいに関する質問に答える。
【水曜】ボディスタイリスト・比嘉美佐子のおやつタイムの簡単ストレッチ（2013年10月2日 - ）
比嘉美佐子が、短時間で出来るストレッチ方を紹介する。
【木曜】リスナーさんと電話!（2014年1月9日 - ）
番組で紹介するメールの中から、気になるリスナーに電話を繋ぐ。
【金曜】体いきいき楽しい食卓（2012年4月6日 - ）
料理人の森野熊八ら専門家が健康管理に役立つ“食”の情報を紹介する。
- 14:50　ニッポン放送 ソチ情報エキスプレス（2014年2月6日 - 21日）

ソチオリンピック開催期間中、ロシア連邦・ソチ空の最新情報を清水久嗣アナウンサーの現地レポートにて送る。
- 14:51 【ショウアップナイターの中継予定のない月曜日・ナイターオフ期】メール・FAX紹介／【ナイターインの火 - 金曜】ショウアップナイター一番乗り!（2012年4月3日 - 2013年10月31日・2014年1月6日 - ）

プロ野球中継「ショウアップナイター」で当日中継予定試合（中継予定がない日は代替番組）の聴き所などを上柳とスポーツ部アナウンサーが紹介する。
- 14:55 ニッポン放送エコ天気予報（2013年7月1日 - ）

通常の天気予報に加え「エコ」にまつわる情報を届ける。
2013年6月28日までは普通の「ニッポン放送天気予報」であった。また金曜14時台は3時台に引き続き五戸の外から天気予報であったが内容の変更に伴い中継は13時台のみになった。
- 14:57 ニッポン放送交通情報
- 15:00 3時頭のトーク
- 15:03 ニッポン放送ニュース
- 15:07 【月 - 木曜】日替わりコーナー（2013年9月30日 - ）／【金曜】ピースフル・ウィークエンド

【月】よもやま話 - 世の中の話題や気になることを旬な人を迎えて話す。これまでは同様の趣旨であったが上柳のみが気ままに話すコーナーで「上柳昌彦 よもやま話」と名乗っていたが、1ヶ月で変わった。
【火】3行から始まる MY SONG STORY - リスナーから寄せられたリクエストをスタッフが取材し物語を構成、上柳がストーリーテラーとなって紹介し、曲と共に届ける。
【水】ごごばん怪しい探検隊 - リスナーから『自分では真実を確かめるのが怖い。しかしどうも「怪しい」と思ってる店･場所･人･噂』を募集し、水曜スタッフが調べて報告。どういうわけか土屋礼央が隊長となっており、スタッフのレポートをさも行ったかのように紹介する。
【木】荘口彰久の浅イイ話 - 荘口がちまたの「浅イイ」話題をレポートする。開始当初はこの時間帯、2013年1月のプチリニューアルで13時台後半に移動、2013年10月のプチリニューアルでこの時間に戻ってきた。
【金】ピースフル・ウィークエンド - 土曜日の朝に放送していた「高橋克実と山瀬まみ おしゃべりキャッチミー」から継続。毎月月替わりでテーマを決めてメッセージを募集し、それにあう音楽を届けるもの。2012年10月からは「人と人に繋がりを感じたエピソードを紹介しピースフルになる」がキーワードになった。対象となる人は毎月変わっている。2012年9月まではコーナーの最後には山瀬（不在時は五戸、増山が出演時は増山）がリスナーのこだわりの乳酸菌飲料（コーナースポンサー）の飲み方を紹介するコーナーがあった。
- 15:21（【金】15:22） ラジオリビングリピート
- 15:23（【金】15:24） 【月 - 木曜】ごごばん!みんなのダイニング（2013年7月1日 - ）／【金曜】ごごばん!みんなのダイニング〜おつまみバンザイ!〜

「みんなのダイニング」月 - 水曜は月替わりの“食”に関するテーマに沿ったメッセージを募集し、毎日1通紹介する。紹介された投稿者にはハンバーグレストラン（コーナースポンサー）で使える1000円分の食事券が贈られる。また木曜はハンバーグレストランの店長と電話を繋ぎ、店舗のことや自身のこと、「びっくりほっこりエピソード」について話を伺う。
「おつまみバンザイ!」は毎週指定した1つの食材を使って簡単に出来るおつまみレシピをリスナーから募集する。その中から上柳・山瀬が選出した最優秀レシピは番組HPに掲載され、投稿者にはニッポン放送特製グッズとハンバーグレストラン（コーナースポンサー）で使える1000円分の食事券（2013年7月 - ）が贈られる。2012年9月28日までは金曜17:25→17:15頃から放送されていたが、秋の番組改編により金曜も16:00で放送終了となるため、この時間帯に移動となった。なお、山瀬が休演の場合は放送されない。このコーナーは2013年6月まで「ごごばん!おつまみバンザイ!」として放送していたが、全曜日共通のコーナースポンサーがついたため、「みんなのダイニング」に内包され、金曜のみ内容差し替えで継続している。
- 15:31（【金】15:36） ニッポン放送交通情報
- 15:33（【金】15:37） ごごばん!インフォメーション

ニッポン放送主催・後援のイベント情報やニッポン放送の携帯サイトなどの告知を増山（五戸）が行う。
進行次第ではカットされる。
- 15:35（【金】15:39） 本仮屋ユイカ 笑顔のココロエ[注 9]　※事前録音フロート番組
- 15:40（【金】15:44） メール・FAX紹介　※金曜はほとんどの場合カットされる
- 15:43（【金】15:46） ハートフルライフ プレミアムトーク

【月〜木】「特ダネラジオ」からの継続。日々の生活に役立つ情報を日替わりコメンテーターが紹介するコーナー。生出演・電話・録音の3パターンとなる（澤口・河合は録音、魚柄は料理を持ち込むため生出演、山根は電話が多いがたまに生出演）。
【金】五戸美樹のレポートコーナー
- 15:52 生CMなど
- 15:53 ニッポン放送天気予報
- 15:54 ニッポン放送交通情報
- 15:56 エンディングトーク

プレゼント当選者発表からエンディングトークへ。ここで翌日・翌週の番組内容や積み残しのメールを紹介する。また、夕刊から記事を紹介するなど多岐にわたる。
これまで月 - 木曜は「ザ・ボイス そこまで言うか!」の出演者と上柳がクロストークし、「一押しニュース」を伺っていたが2012年12月で終了し、「ザ・ボイス」についてはコメンテーターの紹介をするのみ。
金曜日は「テリー伊藤のフライデースクープ そこまで言うか!」の出演者と上柳・山瀬がクロストークし、番組の内容を伺う。ここで五戸のレポートの続きとまとめの『はみ出しプレミアムトーク』を設けることがある。当初はコーナー枠で入りきらなかった際に行われていた。その後は毎週のように行われていたが放送時間の短縮もあってなくなった。
なお、これまではスペシャルウィーク時のみだった五戸の締めの挨拶も毎週放送されるようになっている。
- 15:58.25 放送終了

### 2010年のリニューアル後以降に終了したコーナー
- ちょっとインテリ 上柳の森

2010年11月上旬から月 - 木の15:57頃にひっそりと放送。夕刊コーナーとはまた違う話題を紹介する。番組全体の中では割と硬派なコーナーだったが、12月中旬に終了した。2011年2月からは「うなぎ豆彦 男の豆知識」として同じような形で復活していた
- ドライビングタイム（2010年10月11日 - 12月30日）

17時台。アシスタントがドライブに役立つグルメや小旅行などのレジャー情報を伝える。
- ごごばん!作家道場（月曜、2010年11月1日 - 12月27日）

14時台後半。自費出版に関するさまざま情報を伝えると同時に、月替わりテーマに関する文学作品（400字以上）を募集し、優秀作品の作者に賞金が送られる。
- 人生を豊かに ニッポンをもっと楽しもう計画（2011年1月4日 - 1月31日）

17時台前半に放送。「携帯・ネットでショッピングを楽しもう」と題し、高田明にインタビューする。
- オープニング寸劇（2010年10月12日 - 2011年1月31日）

日替わりパートナーとの寸劇。大抵は上柳の自虐ネタでオチがついていた。
- ニッポン放送プロ野球キャンプリポート〜今日の佑ちゃん〜（2011年2月1日 - 2月25日）

プロ野球・北海道日本ハムに新入団した斎藤佑樹投手の春季キャンプでの様子をサンケイスポーツプロ野球担当記者が中継で伝える。
- スポーツリアルトーク

「特ダネラジオ」から継続。フリーアナウンサーの政井マヤがスポーツ選手に苦労話や今後の目標などを聞く。
- ごごばん!なんでもベスト5（2010年11月8日 - 2011年3月11日）

飲食店の人気メニュー売り上げなどさまざまなランキングのベスト5を発表。なお第1位は後続コーナー「化粧品専門店はチャーミングゥ〜!」終了後に発表する。
- ごごばん!デイリースペシャル金曜日　『森はパワースポットだ!!聴いて旅する週末森歩き』（2011年1月7日 - 2011年3月25日）

東京近郊にある公園や森林がある場所を琉球癒歌のはるの話と共に紹介する。
- 明るいうちからアッチの話 3時のオトナのおやつ（月 - 木曜　2010年10月11日 - 2011年3月10日）

いずれも、東日本大震災によりコーナー休止となり、独立した
月曜日、世界の驚きの男女にまつわるニュースを紹介する
火曜日、2011年3月1日からは人間以外の生物が行う異性へのアプローチを紹介。それまでは男女にまつわる様々な話題を即興でラジオドラマ仕立てにして、堀と上柳が演じる（ただし、月曜とは違ってインターネット上でのアンケートなどを紹介）。なお、コーナーは「ヰタ・セクスアリス」同様独立した
水曜日、「俺たちのヰタ・セクスアリス」（前述）
木曜日、2011年2月3日からは「明るいうちからコッチの話 宮川花子のタイホしちゃうぞ!!」。その前は御色気脳トレ（パートナーがたかのの時の方が内容が過激）
- 連載ラジオコラム　うなぎ豆彦 男の豆知識（2011年1月31日 - 2011年3月11日）

上柳がさまざまな豆知識や薀蓄を紹介する。
- 3時のちょっといい話（2011年3月28日 - 2011年4月22日）

「サプライズ!」で放送された「9時のサプライズ ちょっといい話」「（10時頭のサプライズ）10時のちょっといい話」や「お早うGoodDay!」で放送された「8時のGood Story」に近い。大地震後、重くなった心が和やかになる心温まる〝いい話〟を紹介する。コーナーの枠自体は無くなるが、コンセプトは、木曜と金曜に引き継がれている
- よもやまトーク（金曜、2010年7月2日 - 2011年3月4日）

月〜木の夕刊と同じ枠で放送されていた。夕刊よりもメッセージ紹介に重きを置いていた
- ごごばん!夕焼け横丁（2011年7月4日 - 8月4日）

日本の古き良き風景を「音」を交えて紹介する。
「人生を豊かに、日本を楽しもう計画」が東日本大震災の影響で中止となり、代わりに始まったエフエム東京との共同企画「あかりを消して、ラジオを聴こう。」キャンペーンの一環として行なっているもの。エフエム東京では17:50頃から「シンクロのシティ あかりを消して、ラジオを聴こう。」として放送していた。
- ラジオスピードくじ（2011年8月8日 -8月31日）

上柳がこのコーナー専用の電話番号とキーワードを発表し、言い終わった時点で受付開始。電話に男性スタッフが出て「スカ！」と言われて電話を切られたら外れとなる。アシスタントにつながれば当選となるが、賞金5千円を獲得するにはキーワードを正確に言わなければならず（『え〜』などの言葉が入ってもいけない）、不正解の場合は次回にキャリーオーバーされる。最初の週は15時の時報直後だったが、2週目の8月15日からはオープニングトークとテーマ曲の間に移動。3週目の8月22日 - 26日のみスペシャルウィークとして賞金が1万円にアップされた。
- ※南野陽子 今日はナンノ日っ!（ - 2011年9月30日）

「特ダネラジオ」から継続。
- ※夕刊早読み（ - 2011年9月30日）

一般紙夕刊や夕刊紙から注目記事を紹介。ただし、「夕刊早読み」というコーナー名は出しておらず、「『ごごばん!』のスタジオに夕刊が届きました」などの枕詞から入る。
スポンサーは同一であった。なお、2011年3月末でスポンサーは「エコ安全ドライブ情報」に移った
金曜は「よもやまトーク」としていたが、震災後にコーナーを撤廃した。
- 小さいけれど心温まる話（2011年9月1日 - 9月29日）

音楽プロデューサーの松任谷愛介にさまざまな話を聴く。
- ショウアップナイター一番乗り!（2011年4月5日 - 2011年9月30日）

当日放送予定のショウアップナイターに関する情報を上柳が伝える。
- ごごばん!ディリースペシャル金曜日『ディズニーの大人旅』（ - 2011年10月28日）

田中美和子が東京ディズニーリゾートの最新情報を伝える。
- エド・はるみの化粧品専門店はチャーミングゥ〜! （ - 2012年3月30日）

エドがスポンサーである化粧品メーカーの製品を取り扱う化粧品販売店に出向き、店内の様子や美容に関する情報を公開収録にてリポートする。
曜日別タイトル：【火】看板娘の登場でぃっ! 【水】メールでカウンセリングゥ〜! 【木】メークで劇的!?美フォーアフター 【金】うちのお店はここがグゥ〜!
- そんなことも知らないのぉ?（木曜、2012年1月12日 - 2012年4月）

増山が世間が勘違いしそうな知識を上柳にクイズ形式で出題する。企画初期は放送後は問題と回答が公式サイトに掲載されていたが、後期は掲載されなくなった。
- We Are Family!（金曜、2012年1月13日 - 2012年4月27日）

家族や身内に関するうっ憤をリスナーから募集し紹介する。 2012年1月6日放送分の「ピースフル・ウィークエンド」（テーマ：腹の立った出来事）で紹介した、家族へのうっ憤メールが好評で大反響を受けたため、急遽企画された。コーナー名はその時に番組がセレクトした曲であり、それがBGMにもなっている。最初は17:09頃から放送していたが、ナイター中継に伴う編成見直しで4月6日放送分から、13:43頃に引っ越した。
- 首都圏ハイウェイ情報（開始 - 2012年3月30日）

16時28分ごろのニッポン放送交通情報の後に放送されていたものであるが、廃止となった。
- エコ安全ドライブ情報（2011年4月 - 2012年3月）

ニッポン放送交通情報のあとに「エコドライブ」「安全ドライブ」に関するワンポイントアドバイスを増山（上柳）が紹介する。
- ロード・トゥ・ロンドンオリンピック（2012年7月2日 - 7月13日）

日本民間放送連盟制作の民放ラジオ統一番組。ロンドン五輪各競技の見どころや日本代表選手のエピソードなどを浅田舞が紹介する。
- ハッピーライフ研究所（木曜、2012年4月26日 - 7月）

生活が楽しくなるヒントや住まいに関する情報を紹介する。
- ごごばん!法律クリニック（火曜、2011年1月 - 2012年9月25日）

白川勝彦による法律相談企画。金融機関からの多重債務問題や連帯保証人、遺産相続などに関する相談が比較的多い。
- ディリースペシャル（水曜、2012年4月 - 9月26日）。

堺市議会議員の小林よしかが堺市を中心とした大阪府の府政・観光情報や小林が所属する地域政党大阪維新の会に関する情報を伝える。
- ほっともっときっとタイム（2010年6月28日 - 2012年9月28日）

「のってけラジオ」から継続。「ほっと安心」「もっと活力」「きっと満足した（してもらった）」をキーワードとする心あたたまるメールと音楽を紹介する。
- エド・はるみの「わたしにプラス」〜夢をかなえるカウンセリング〜（2012年5月7日 - 2012年10月5日）

2012年3月30日まで放送されていた「エド・はるみの化粧品専門店はチャーミングゥ〜!」のリニューアル企画。コーナースポンサーである大手化粧品メーカーの製品を取り扱う化粧品販売店の店内から、エドと販売店従業員が週替わりテーマに沿ったメイク術を紹介する。メイクモデル兼アシスタントはよしもとクリエイティブ・エージェンシー所属の若手女性タレントが週替わりで務める。※事前録音企画
- 詐欺撲滅企画（2012年10月4日 - 10月25日　の木曜日）

ニッポン放送報道部宮崎裕子記者が出演、さまざまな詐欺の手口を紹介し、詐欺撲滅を目指すもの。
- すてきなおでかけタイム（月曜、2012年1月16日 - 2012年12月17日）

淵澤由樹（2012年10月1日 - 2012年12月17日）が街にあるおしゃれなスポットからリポートする。
- 【月 - 木曜】ごごばん!チェック

最新ニュースや巷の流行などについて専門家等の話を踏まえて深く掘り下げる。
- あなたからのミュージックレター[注 14]（2012年10月1日 - 2013年2月28日の月 - 木曜日）

当日のメッセージテーマに寄せられたメール・FAXから数通を読み、音楽をかける。
- ごごばん!サラダのある風景（月曜、2013年1月7日 - 3月25日）

思わず作りたくなるようなサラダ料理のレシピを毎週1つ紹介する。
- イケメン評論家・沖直実のイケエンタメランキング（水曜、2012年10月3日 - 2013年3月27日）

ラジオパーソナリティの沖直実がイケメン男性やエンターテイメント情報を伝える。
- ごごばん!街めくり（金曜→木曜、2012年4月 - 2013年3月28日）

スポンサーである大手家電メーカーの製品取次・特約店店員と電話を繋ぎ、店舗周辺の地元情報を教えてもらう。2012年9月28日までは金曜16時台に放送していたが、番組改編により金曜日も16:00で放送終了することになったため、この時間帯に枠移動した。
- ゲストがすっきり解決 ごごばん!お悩み相談所（月 - 木曜、2013年1月28日 - 3月27日）

13時台ゲスト（木曜は荘口）がリスナーからの悩み相談に回答する。
- ミッツ・マングローブのごごばんトーク 〜私のリベンジ〜（2013年1月28日 - 3月8日）※事前録音フロート番組

ミッツ･マングローブが週替わりゲストとリベンジというテーマに沿ってトークをする。
- ベル・ジャンベルジャン[注 15]（月 - 木曜、2012年10月9日 - 2013年6月27日）

当日のメッセージテーマにメール・FAXを寄せたリスナーに電話を繋いで詳しく話を聞く。時間によっては1曲音楽をかけることもある。2013年2月28日までは15:07頃から開始していたが、「ごごばん!ミュージックタイム」新設に伴い、この時間帯に移動となった。2013年4月からスポンサーがついたが、そこを境にBGMはそのままにコーナータイトルを読むことはなくなった。
- ごごばん!街1グランプリ（木曜、2013年4月4日 - 6月27日）

リスナーから月替わりのテーマに沿ったお薦めの店を募集し紹介する。月最終週には紹介した店の中から番組が一番興味があった店を選び表彰する。
- 【月 - 水曜】ごごばん!プレゼンショー（2013年4月1日 - 9月25日）

「プレゼンショー」は13時台ゲストが自身の専門分野である話題や情報を上柳・増山にプレゼンテーションする。13時台後半に放送
- 【月 - 木曜】今日の話題（2013年1月28日 - 9月26日）

13時台ゲストが興味がある話題を詳しく掘り下げる。13時台ゲスト廃止に伴い終了。13時台前半に放送。
- 世界の果てまで行ってみたら、本当はこんなところだった（2013年4月3日 - 9月25日）

ごごばん!ディリースペシャル水曜日。ダニエラ・シガ自身が行ったさまざまな国の文化を紹介する。
- ごごばん!大人のカルチャーマガジン（2013年7月4日 - 9月26日）

ごごばん!ディリースペシャル木曜日。書店員や編集者らがオススメの書籍・雑誌を毎週1冊紹介する。
- ごごばん!趣味の達人（2013年4月1日 - 9月30日）

ごごばん!ディリースペシャル月曜日。大人が楽しめる趣味を専門家の話を交えながら紹介する
- ラジオ・チャリティー・ミュージックソンへの道（2013年11月1日 - 12月27日）

12月24・25日放送のチャリティー特番『第39回ラジオ・チャリティー・ミュージックソン』への参加方法（募金方法等）の紹介や番組最新情報等を伝える。
- ごごばん!つながる家族の健康（2013年10月3日 - 12月26日）

ごごばん!ディリースペシャル木曜日。様々な著名人に家族の楽しいエピソードや健康にまつわる話を伺う
- 今日も元気に!わくわくキッチン（2014年4月4日 - 10月31日）

3月28日まで放送していた「体いきいき楽しい食卓」のリニューアル企画。リスナーから募った「食」の疑問や料理レシピの悩みなどに森野熊八が回答する。

### 祝日短縮版
15：30スタートの場合。
- 15:30 オープニング
- 15:45 ハートフルライフ　プレミアムトーク
- 15:54 ニッポン放送天気予報
- 15:55 ニッポン放送交通情報
- 15:57 ニュースの真相!ここだけは聞きたい!の予告
- Part2に接続

16：00スタートの場合（2011年9月23日放送分のタイムテーブル）
- 16:00 オープニング
- 16:09 メール･FAX募集テーマ発表
- 16:10 ニッポン放送ニュース
- 16:14 4時のGood News
- 16:26 メール・FAX紹介
- 16:29 ニッポン放送交通情報
- 16:30 首都圏ハイウェイ情報
- 16:33 ごごばん!ホットライン
- 16:39 快適生活ラジオショッピング

16:46以降は通常編成
「ごごばん!フライデースペシャル」（4時間超時代）スペシャルウィーク期間中
- 15:00 3時頭のトーク
- 15:03 ニッポン放送ニュース
- 15:08 ピースフル・ウィークエンド
- 15:25 ラジオリビングリピート
- 15:28 ほっともっときっとタイム
- 15:34 ニッポン放送交通情報
- 15:37 ごごばん!インフォメーション
- 15:38 本仮屋ユイカ 笑顔のココロエ
- 15:44 ごごばん!街めくり
- 15:49 ハートフルライフ プレミアムトーク
- 15:54 ニッポン放送天気予報
- 15:55 ニッポン放送交通情報
- 15:56 エンディング

「はみ出し!プレミアムトーク」を兼ねる。そのため、この時のみ番組エンディングで五戸が挨拶する。
場合によっては17時台の「おつまみバンザイ」を14時台に行っていた。

## ごごばん!スペシャル　『ザ・ニュースショー〜そこまで言うか!〜』
ごごばん!スペシャル　『○○のザ・ニュースショー〜そこまで言うか!〜』は、○○には日替わりのパーソナリティ名が入り、その人物と飯田浩司が出演した。形式上は放送開始当初の『ごごばん!　第2部』に近い。これを基に2012年1月9日から月曜から木曜までの通常番組『ザ・ボイス そこまで言うか!』として放送されることとなった。アシスタント役の飯田浩司がアンカーマンに就任し、日替わりパーソナリティー役がスペシャルコメンテーターにスライドする。なお、それに伴い、飯田が午前中に出演している「垣花正と那須恵理子 あなたとハッピー!　中継コーナー『それいけハッピー!』」は2011年12月末で卒業した。
放送時間は、月〜金の16:00 - 17:40。

## ポッドキャスト
ニッポン放送のポッドキャスト「ニッポン放送 Podcasting STATION!」で毎週月曜のオープニングトークをポッドキャストで配信する。
また、ニッポン放送オンデマンド（有料）では、月- 木曜のオープニングトーク、糸井重里出演の〝ごごばん! トークセッション（火曜）〟、岩上安身出演の〝ニュースの真相! ここだけは聴きたい!（水曜）〟が配信される。
2010年10月12日からの番組リニューアルのため、一旦すべての最新版の配信が停止していたが、2011年7月から配信を再開。月- 木曜のオープニングトークと旧・〝3時のオトナのおやつ〟枠を配信している。

## ディレクター
- 冨山雄一（チーフディレクター）
- 松尾紀明（月曜日）